# Пфайффер, Петер
Петер Пфайффер (нем. Peter Pfeiffer; 21 августа 1943, Даллвитц, Чехия) — бывший шеф-дизайнер марки Mercedes-Benz немецкого автомобилестроительного концерна Daimler AG. Плодом его творческой работы стали такие культовые модели, как S- и C-класс, спорткар SL, купе CL и все три класса внедорожников (R, M и G). Кроме того, Пфайффер принимал участие в проектировании люксового седана Maybach и городского компакт-кара Smart.
В настоящее время Петер является председателем Союза дизайнеров Германии (нем. German Design Council) и членом попечительского совета консалтинговой фирмы Links der Isar GmbH.

## Биография
Петер Пфайффер родился 21 августа 1943 года в местечке Даллвитц под Карлсбадом, Чехия. Его интерес к дизайну и формам возник ещё во времена обучения в школе Alboth & Kaiser, что находилась в соседнем Штаффельштайне. После получения среднего образования Петер поступил в Государственное высшее училище специалистов по фарфору в городе Зельб, где обучался с 1960 по 1963 год. Ознакомительная поездка на завод компании Ford в Кёльне коренным образом изменила жизнь Петера. Он познакомился с главным конструктором Уэсли П. Дальбергом (англ. Wesley P. Dahlberg), создателем легендарного Taunus P3. Дальберг признали потенциал молодого Петера и в 1963 года по окончании учебного заведения нанял его на работу дизайнером в Ford-Werke AG.

### Daimler AG
В 1967 году Пфайффер перебрался в Зиндельфинген, где как раз был запущен новый Департамент дизайна в одном из филиалов Mercedes-Benz. Там и началась профессиональная карьера Петера в концерне Daimler-Benz, где в 1978 году он стал руководителем Отдела дизайна легковых и коммерческих автомобилей (нем. Design PKW und NFZ). Изначально Пфайффер отрабатывал дизайн на деревянных моделей, а затем с использованием глины и пластилина. Кроме того, для творческих проектов и новых идей Петер свободно перешёл от глиняных моделей на компьютерное моделирование CAD (Computer Aided Design). В 1999 году он сменил на посту шеф-дизайнера марки Mercedes-Benz Бруно Сакко. С этого момента ответственность за дизайнерские решения марок Mercedes-Benz, Smart, Maybach и Freightliner стал нести Петер. Кроме того, Пфайффер сыграл важную роль в запуске первых перекрёстных моделей компании. В частности, первая модель CLS-класса C219 стала плодом творческой работы Петера.
В июле 2000 года, Пфайффер был назначен в концерне Старшим вице-президентом по дизайну. 7 декабря 2007 года единогласным решением он был избран президентом Немецкого Совет по дизайну.
Посвятив 40 лет своей жизни марке Mercedes-Benz и достигнув 65-летнего рубежа, шеф-дизайнер компании профессор Петер Пфайффер в середине 2008 года ушёл на заслуженную пенсию. Возглавляя с апреля 1999 года дизайнерское подразделение Mercedes-Benz, работающее в разных частях мира, он отвечал за облик легковых и коммерческих автомобилей штутгартской марки. Преемником профессора Пфайффера стал 39-летний Горден Вагенер, который в настоящее время руководит Отделом стратегического направления Передового дизайна, одновременно являясь шефом дизайнерских студий.
В 2009 году Пфайффер основал Pfeiffer Design Group, при помощи которой он хотел передавать клиентам и молодым дизайнерам собственный 40-летний профессиональный опыт. После трёх лет Петер оставил руководство организацией, переименовав её в Links der Isar GmbH. В настоящее время компания сосредоточена на разработке цифровых бизнес-стратегий.
Профессор Петер Пфайффер приложил свою талантливую руку к дизайну многих моделей марки Mercedes-Benz, представительского седана Maybach и городского миниатюрного купе Smart Fortwo. В 2005 году вместе со своей командой он воплотил в жизнь идею нового стиля в дизайне, первым серийным образцом которого стал автомобиль S-класса (Mercedes-Benz W221). Этот стиль основывается на принципах чистого классического подхода в его современной интерпретации и характеризуется чередованием больших спокойных плоскостей с чётко прочерченными линиями, что на первый план выдвигает идею ясности форм. 
«Под чутким руководством профессора П. Пфайффера дизайн наших автомобилей в большей степени, чем когда-либо прежде стал олицетворением и фактором успеха марки Mercedes-Benz» — так оценил труд шеф-дизайна марки член Правления концерна Daimler AG д-р Томас Вебер. И затем добавил: «Реализовав на практике современный язык форм Mercedes-Benz, Петер Пфайффер не только создал передовой, нацеленный на будущее облик наших автомобилей, но и одновременно сформировал новый образ марки Mercedes-Benz».
Петер Пфайффер женат и имеет сына, который работает в созданной отцом фирме Links der Isar GmbH.

## Награды
Автомобили Mercedes-Benz, созданные под руководством Петера Пфайффера, получили десятки наград в Германии и за рубежом в номинации автомобильный дизайн. За выдающиеся достижения в области автомобильного дизайна 27 июня 2003 года Петер Пфайффер был награждён крестом «За заслуги» — почётным орденом Федеративной Республики Германия. Осенью 2004 года он был избран почётным профессором Будапештского университета искусств и дизайна, который таким образом хотел оценить вклад П. Пфайффера в подготовку молодых дизайнеров.
В конце 2007 года Германский совет дизайнеров избрал профессора Петера Пфайффера своим председателем. Обращаясь к именитым дизайнерам, из которых состоит данная организация, Петер подчеркнул, что он и в будущем будет активно выступать за усиление инновационного потенциала и экономической значимости дизайна.
Дизайн — важный фактор, помогающий добиться признания в условиях международной конкуренции»проф. Петер Пфайффер